# Автогамия
Автога́мия (от др.-греч. αὐτός — «сам» и γάμος — «брак»): Автогамия, или самооплодотворение - понятие, которое относится к слиянию двух гамет, которые происходят от одного индивидуума. Автогамия преимущественно наблюдается в форме самоопыления, репродуктивного механизма, используемого многими цветущими растениями. Однако также наблюдались виды протистов, использующих автогамию в качестве средства размножения.
- Автогамия растений — самоопыление у высших растений (например, у пшеницы, ячменя, бобовых; растений семейств капустные, гвоздичные и других)[1].
- Автогамия животных — самооплодотворение при синхронном гермафродитизме у некоторых животных (нематода Caenorhabditis elegans, некоторые гельминты).
- Автогамия одноклеточных — самооплодотворение (слияние двух ядер) у одноклеточных организмов (например, у амёб, диатомовых водорослей), при этом ядро клетки делится на два, дочерние клетки расходятся, а после созревания вновь сливаются.
- Условное самооплодотворение у пауков и змей. Хотя самки этих видов и получают сперму от самцов при спаривании, но они способны длительное время хранить её в своём теле и используют её только в случае, когда это необходимо, а могут и не использовать вовсе.